# 斐茲洛伊克羅欣

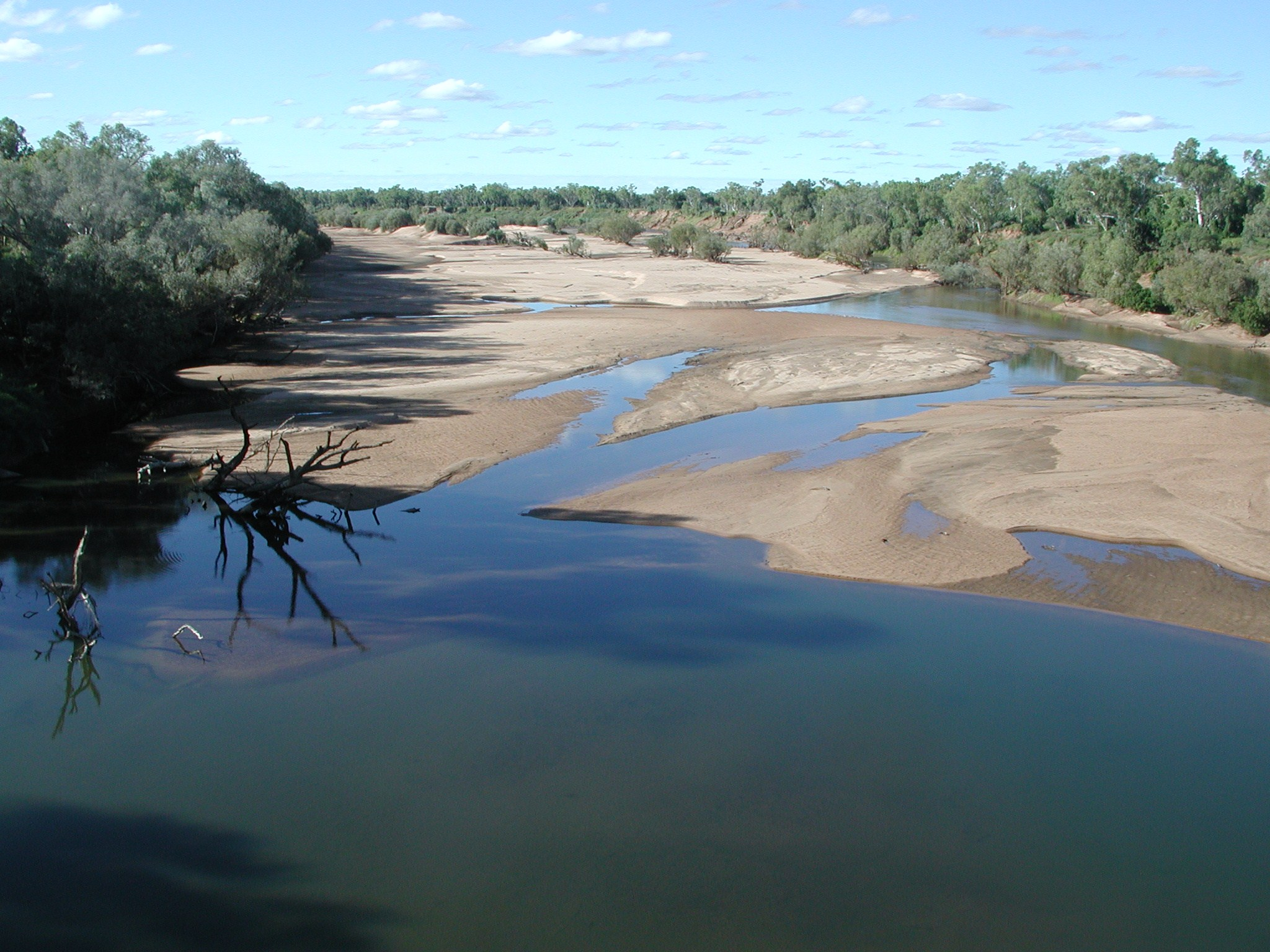
斐茲洛伊河

斐茲洛伊克羅欣（Fitzroy Crossing）為西澳大利亞州金伯利地區的一個小鎮，位於布魯姆以東400公里，距離霍爾斯克里克以西300公里。 距離伯斯州首府約2,524公里，斐茲洛伊河及瑪格麗特河匯流處。

## 歷史
斐茲洛伊克羅欣在歐洲人前往開墾前，主要是原住民巴努巴人的居住地。
1897年，第一批歐洲人前進該地區，1882年歐洲移民在斐茲洛伊河及瑪格麗特河匯流處建立的第一個據點，
斐茲洛伊克羅欣往西北3.7公里處有斐茲洛伊克羅欣機場（IATA代碼：FIZ，ICAO代碼：YFTZ）。